# Benjamin Fondane
B. Fundoianu, alias Benjamin Fondane (pseudonimele literare ale lui Benjamin [Barbu] Wexler [ortografiat și Wechsler]), (n. 14 noiembrie 1898, Iași – d. 2 octombrie 1944, lagărul nazist de exterminare Auschwitz, Polonia) a fost un critic, eseist, poet și teoretician literar franco-român de etnie evreiască, asociat cu mișcările românești de avangardă, dintre care expresionismul și suprarealismul erau predominante.
De numele lui Barbu Fundoianu este legat înființarea și conducerea primului teatru de avangardă din România[1].
În anul 1922, împreună cu regizorul Armand Pascal, cumnatul său, B. Fundoianu se dedică înființării primului teatru de avangardă românesc, Insula, urmând exemplul experimentelor novatoare ale regizorului francez Jacques Copeau sau pe ale lui Federico Garcia Lorca, dar, din motive financiare, teatrul este închis în 1923, după ce se pusese în scenă feeria Legenda funigeilor, de Șt. O. Iosif și Dimitrie Anghel.

## Biografie

### Perioada românească
A fost fiul comerciantului Isaac Wechsler din Ținutul Herța, Regatul României. A început să colaboreze încă de la 14 ani la diverse reviste românești și evreiești. Dar adevăratul debut poate fi considerat doi ani mai târziu, în revista de orientare simbolistă și modernistă Viața nouă, editată de Ovid Densușianu. Este începutul unei susținute activități de poet, publicist, eseist, om de teatru. Împreună cu regizorul Armand Pascal întemeiază teatrul de avangardă Insula.
Citește mult, cu fervoare, cu o receptivitate și o siguranță a judecății critice ieșită din comun. Impresiile despre literatura franceză le strânge în volumul de note de lectură Imagini și cărți din Franța. Este tot atât de interesat de fenomenul cultural și literar românesc ca și de cel european, în special francez.
După trei ani de studii la Facultatea de Drept din Iași, se stabilește la București.

### Perioada franceză
În 1923 s-a stabilit la Paris, dar păstrează legăturile de prietenie cu scriitorii români și publică constant în revistele de avangardă din România. Astfel publică în revistele avangardei Integral, Unu, Contimporanul. De altfel, unicul volum de poezii publicat în timpul vieții și dedicat "virtual" lui Ion Minulescu, "primul clopotar al revoltei lirice românești", intitulat Priveliști, îi apare în 1930, după plecarea din țară. A tradus în franceză versuri din creația lui Tudor Arghezi, George Bacovia, Ion Vinea și Ion Minulescu.
Integrat unui alt spațiu cultural, poetul va publica în Franța sub numele de Benjamin Fondane. Rămâne același comentator pasionat și receptiv al vieții literare, iar semnătura lui va apărea frecvent în revistele literare, mai cu seamă în revista Les Cahiers du Sud.
Viața sa pariziană este marcată însă de dezrădăcinare (vezi poemul Exodul), de dificultatea de a scrie în franceză, deși va ajunge să stăpânească franceza scrisă într-un timp relativ scurt. Determinantă pentru evoluția spirituală a lui Benjamin Fondane a fost întâlnirea, în primăvara anului 1924, cu filosoful rus Lev Șestov, precum și cu scrierile lui Friedrich Nietzsche și Søren Kierkegaard. Personalitatea lui avea să se exprime cel mai convingător în activitățile de interpret și teoretician al poeziei moderne. În acest domeniu, gândirea lui a atins punctul de maximă originalitate. Cel mai important volum de eseuri, apărut în 1936, se intitulează La conscience malheureuse (Conștiința nefericită). Monografia Rimbaud le voyou (Rimbaud vântură-lume, traducere, note, comentarii și anexe de Luiza Palanciuc și Mihail Șora), Faux Traité d'Esthétique (Fals tratat de estetică, traducere, note, comentarii și anexe de Luiza Palanciuc și Mihail Șora) și Baudelaire et l'expérience du gouffre (Baudelaire și experiența abisului, traducere, note, comentarii și anexe de Luiza Palanciuc și Mihai Șora), sunt alte trei opere de meditație, de punere în cauză a statutului artei, al poeziei, în special, ca necesitate spirituală a lumii moderne.
Creația poetică originală franceză a lui Benjamin Fondane a fost adunată în volumul antologic Le mal des fantômes (1980), titlul fiind ales chiar de autor și trimis soției sale, Genevieve, prin intermediul unei scrisori testament, scrisă în lagărul de sortare a evreilor de la Drancy. Scrisoarea aceasta conținea indicații precise asupra modului în care trebuia editată opera sa. Acest volum antologic a fost publicat târziu, după dispariția lui tragică, alcătuit din câteva cicluri separate de versuri Ulysse, l'Exode, Titanic, Au temps de poème, Poèmes épars. Ideile de rătăcire, de exil printre oameni, de paradis pierdut, de univers al copilăriei ca stare de grație sunt centrale poeziilor sale. Nu întâmplător este asimilat adeseori evreului rătăcitor ca tip universal al intelectualului, în speță al filosofului neliniștit, interogativ, care caută soluții pe care nu le va afla nicicând.
În timpul ocupației germane a Franței este arestat de către Gestapo împreună cu sora sa mai mare Lina, în urma unui denunț cu privire la faptul că erau evrei. Amândoi au fost închiși în lagărul de la Drancy, de unde câțiva prieteni, între care Emil Cioran, care va evoca episodul în volumul său, Exerciții de admirație, Stephane Lupasco, Paulhan, au obținut eliberarea sa, dar nu și pe a Linei, care nu avea încă cetățenia franceză. Fondane refuză să părăsească lagărul fără sora sa, Lina. Ei au fost deportați la Auschwitz în mai 1944. Din nefericire, urma Linei s-a pierdut. Fondane a fost gazat după câteva luni, la 2 octombrie 1944, la Auschwitz-Birkenau.

## Opera

### Opere în limba română
- Tăgăduința lui Petru, Editura Chemarea, Iași, 1918,
- Imagini și cărți din Franța, Editura Socec, 1922,
- Priveliști, poeme, Editura Cultura Națională, 1930

### Opere în limba franceză (selecție)
- Ulysse, Les Cahiers du Journal des poètes, Bruxelles, 1933
- Rimbaud le Voyou, Éditions Denoel et Steele, 1933
- La conscience malheureuse, Éditions Denoel et Steele, 1937
- Faux Traité d'Esthétique, Éditions Denoel et Steele, 1938
- Baudelaire et l'expérience du gouffre, Éditions Seghers, 1947 (postum)

## Legături externe

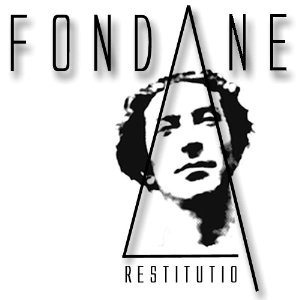

### Traduceri din limba franceză
Vezi programul Restitutio Benjamin Fondane Arhivat în 18 iunie 2011, la Wayback Machine., coordonat de Luiza Palanciuc și Mihai Șora, de editare integrală a operei, la Editura Polirom.